# Heliconia, Antioquia
Heliconia este un municipiu în Columbia, în departamentul Antioquia.